# 通用
| ウィキペディアには「通用」という見出しの百科事典記事はありません（タイトルに「通用」を含むページの一覧/「通用」で始まるページの一覧）。 代わりにウィクショナリーのページ「通用」が役に立つかもしれません。 |